# Paul Enderling
Paul Enderling (22. dubna 1880 Gdaňsk – 16. ledna 1938 Stuttgart) byl německý spisovatel a překladatel.

## Život
Narodil se v rodině Rudolfa Enderlinga a Else Wobith. R. 1911 se oženil s Helenou Senff (1886).
Psal povídky, romány, divadelní hry a pracoval také jako překladatel japonských básní a novel. Zfilmovány byly jeho dva romány: Fräulein a Die Umwege des schönen Karl; druhý film byl promítán 15 dní po jeho smrti.
Je také básníkem hymny Gdaňsku: „Das ist die Stadt am Bernsteinstrand“. (Melodii složil Georg Göhler.)

## Dílo

### Próza (výběr)
- Am Fuße des Berges, 1912
- Zwischen Tat und Traum, 1913
- Ostpreußen, 1915
- Die dunkle Stadt, 1916
- Zwölf Geschichten, 1916
- Fräulein, Stuttgart 1920
- Stürme in der Stadt, Berlin [1922]
- Die Umwege des schönen Karl, Berlin [1920]
- Der Fremdling, Berlin-Schöneberg 1926
- Achtung, Detlev!, Bern 1937

### Překlady
- Japanische Novellen und Gedichte – Verdeutscht und herausgegeben von Paul Enderling. Leipzig: Philipp Reclam jun, 1905

## Česká vydán í
- Komatsu a Sakitsi – Riutei Tanefiko; z japonštiny přeložil do němčiny P. Enderling; z němčiny př. Karel Nebeský; in: 1000 nejkrásnějších novel... č. 10. Praha: J. R. Vilímek, 1911
- Kajicnice – ze sbírky Heike Monogatari; do němčiny P. Enderling; z němčiny př. Karel Nebeský; in: 1000 nejkrásnějších novel... č. 20. Praha: J. R. Vilímek, 1912
- Měsíční víla – ze sbírky Taketori Monogatari; do němčiny P. Enderling; z němčiny př. Karel Nebeský; in: 1000 nejkrásnějších novel... č. 34. Praha: J. R. Vilímek, 1912
- Japonské prosy a verše – podle cizího převodu z japonštiny; z němčiny přeložil a poznámkami opatřil Edgar Theodor Havránek; s úvodem O japonské literatuře od P. Enderlinga. Praha: Jan Otto, 1927